# ساعة أبل الإصدار 3
ان ساعة أبل الإصدار الثالث هو نموذج من نماذج الجيل الرابع لساعات أبل. تم إصدار هذا النموذج في الثاني والعشرون من سبتمبر عام 2017 على غرار عجلة الاصدارات السنوية لساعة أبل. وفي سبتمبر عام 2020 يتم شراء ساعة أبل الإصدار الثات الموجود بها جهاز الاستقبال (واي فاي) وكذلك نظام التتبع (جي بي اس) بسعر 99 دولار. نموذج الجهاز الخلوي لم يعد متوفرا
استخدمت ابل نقاط إعلانية للتأكيد على حاجة هذا المنتج لتتبع أهداف اللياقة البدنية.  تم تحسين «الهدف الدائري الثالث» لتتبع مستوى لياقة المستخدمين أثناء استخدام الجهاز من أجل الدقة وخطط التمرين.  أضافت ساعة ابل الإصدار 3 اتصالاً خلويًا لأول مرة في ساعة ابل.  تدعم شركات النقل الأمريكية الأربع الكبرى جميعًا ساعات ابل الإصدار 3 وتستخدم نفس رقم الهاتف المحمول مثل ايفون الخاص بالمستخدم.

## ميزات
تحتوي ساعة ابل الإصدار 3 على معالج ابل س3ثنائي النواة أسرع بنسبة 70٪ من ابل ويتيح استجابات سيري الصوتية.  يتميز ببلوتوث 4.2 مقابل 4.0 في الطرز القديمة مما يسمح باتصال أسرع وأقوى بالجهاز المقترن.  تتميز الساعة المزودة بإمكانية الاتصال الخلوي بتاج رقمي أحمر بينما تحتوي النسخة التي لا تدعم ل ت ا على تاج رقمي عادي. 5 لتر تحتوي على شريحة مدمجة يمكن استخدامها في ابل باي  تدعي ابل عمر بطارية يصل إلى 18 ساعة.!  يأتي كل طراز بهيكل 38 أو 42 ملم، مع حجم أكبر يحتوي على شاشة وبطارية أكبر قليلاً.  يتضمن أيضًا مقاومة الماء (حتى 50 مترًا)

## المعدات
تحتوي ساعة ابل الإصدار 3 على معالج ابل س3ثنائي النواة أسرع بنسبة 70٪ من ابل ويتيح استجابات سيري الصوتية.  يتميز ببلوتوث 4.2 مقابل 4.0 في الطرز القديمة مما يسمح باتصال أسرع وأقوى بالجهاز المقترن.  تتميز الساعة المزودة بإمكانية الاتصال الخلوي بتاج رقمي أحمر بينما تحتوي النسخة التي لا تدعم ل ت ا على تاج رقمي عادي. 5 لتر تحتوي على شريحة مدمجة يمكن استخدامها في ابل باي  تدعي ابل عمر بطارية يصل إلى 18 ساعة.!  يأتي كل طراز بهيكل 38 أو 42 ملم، مع حجم أكبر يحتوي على شاشة وبطارية أكبر قليلاً.  يتضمن أيضًا مقاومة الماء (حتى 50 مترًا)

## البرمجيات
اعتبارا من سبتمبر 2020. تاتي ساعة ابل الإصدار الثالث مع ويندوز 7 . الذي يحتوي على تطبيق النوم جديد (يتيح تتبع النوم المدمج) ومشاركة وجه الساعة (لمشاركة وجوه محددة مع مضاعفات محددة مع الاخرين) بالاضافه إلى تمرين جديد الخيارات (الرقص، تدريب القوة الوظيفية، التدريب الاساسي والتهدئة)

## المتطلبات
يعتمد التوافق على إصدار الساعة المشحون على الجهاز. اعتبارا من سبتمبر 2020. تاتي ساعة ابل الاصدار3 مزودة بنظام ويندوز 7 وتتطلب رسميا جهاز ايفون 6 أو احدث يعمل بنظام ال أي أو اس 4 أو احدث.

## روابط خارجية
- Apple Watch Series 3